# 布魯克斯彗星
16P／布魯克斯彗星，也稱為布魯克斯2號彗星，是威廉·羅伯特·布魯克斯在1889年7月7日發現，但未注意到任何運動的一顆週期彗星。他在第二天的早晨看見彗星已經北移，才證實了此一發現。在1889年8月1日，著名的彗星獵人，巴納德發現這顆彗星分裂出被標示為"B"和"C"兩個相距4.5弧分的碎片。在8月2日，他又發現另外4或5個碎片，但第二天就看不見了。8月4日，他再看見標示為"D"和"E"的碎片，第二天晚上"E"已經消失不見，但"D"則被繼續觀測了一個星期。到了月中，"B"已經增大並且變得昏暗，最後在9月初消失不見。"C"則一直持續被觀測到1889年的11月中旬。到1891年1月13日結束觀測之前，沒有新的核心再被發現。
這次的彗星碎裂相信是在1886年行經木星的洛希極限之內造成的，它在艾歐的軌道之內運行了兩天。自從發現之後，這顆彗星的星等每次都降低2等，並且在1889年之後就未再發現新的碎片。

## 外部連結
- 16P at Kronk's Cometography （页面存档备份，存于）

| 週期彗星                | 週期彗星     | 週期彗星                  |
| ----------------------- | ------------ | ------------------------- |
| 前一顆彗星 15P/芬利彗星 | 布魯克斯彗星 | 後一顆彗星 17P/霍姆斯彗星 |
| 週期彗星列表            |              |                           |